# القابضة إيه دي كيو
شركة أبو ظبي القابضة أو الشركة القابضة إيه دي كيو ADQ هي شركة قابضة حكومية إماراتية، وثالث أكبر صندوق ثروة سيادي مملوك لإمارة أبو ظبي بعد جهاز أبو ظبي للاستثمار وشركة مبادلة للاستثمار، يحتل المركز السادس عربيًا ضمن أكبر عشرة صناديق ثروة سيادية عربية في سنة 2022 بحسب مجلة فوربس الأمريكية، بصافي أصول وصلت إلى 157 مليار دولار أمريكي، أنشأت سنة 2018 وتتخذ من مدينة أبو ظبي مقرًا لها، تساهم وتمتلك الشركة حصص مختلفة في 90 شركة حول العالم في عدة مجالات مختلفة، يرأس مجلس إدارتها جاسم الزعابي، ورئيسها التنفيذي بيل أوريغان وفقًا لتعديلات أجريت في 9 يناير 2024.

## الشركات التابعة
تمتلك الشركة القابضة إيه دي كيو نسب مختلفة في أكثر من 90 شركات من أهمها:
قطاع الطاقة والمرافق
- مؤسسة الإمارات للطاقة النووية.[7]
- شركة أبو ظبي الوطنية للطاقة.
- مركز أبو ظبي لإدارة النفايات "تدوير".
- أبو ظبي لخدمات الصرف الصحي.
- مياه وكهرباء الإمارات.

قطاع الصحة والدواء
- أبو ظبي للخدمات الصحية.
- بيور هيلث.
- بيوكون بيولوجيكس.
- فارماكس.

قطاع النقل والخدمات اللوجستية
- مجموعة الاتحاد للطيران.[8]
- الاتحاد للقطارات.
- موانئ أبو ظبي.
- أبو ظبي للمطارات.
- ويز للطيران أبو ظبي.

قطاع الأغذية والزراعة
- سلال.
- أغذية.

الخدمات المالية
- سوق أبو ظبي للأوراق المالية[9]

الصناعات التحويلية
- حديد الإمارات.
- شركة الجرافات البحرية الإماراتية.

استثمارات متنوعة
- ألفا أوريكس ليمتد.[10]

## الجوائز
من أهم الجوائز :
- الجائزة الذهبية لأفضل حملة في قيادة الفكر خلال العام :جوائز ستيفي الدولية (International Stevie® Awards)

- الإنجاز المتميّز للعام:جوائز الرابطة الهندية لرأس المال المخاطر والبديل (IVCA)، الهند وذلك تقديراً لاستثمارات الشركة بالشركات الناشئة المبتكرة في الهند ومراكز التكنولوجيا الرئيسية الأخرى، وتمكينها من التوسع والنمو في جميع أنحاء منطقة الشرق الأوسط وشمال إفريقيا.

- أفضل صفقة قرض مشترك للعام:جوائز السندات والقروض والصكوك في الشرق الأوسط‍ وذلك تقديراً لتسهيلاتها الائتمانية المتجددة وقرضها لأجل بقيمة 4.5 مليار دولار أمريكي الذي تم إصداره في ديسمبر 2021.

- أفضل علامة تجارية جديدة لإدارة الاستثمار:جوائز مجلة جلوبال براندز العالمية تكريماً على أدائها في عالم الأعمال. وتم الاعتراف بها كعلامة تجارية عالمية في الخدمات المصرفية، والتمويل، والتأمين، والاستثمار، والفوركس، والمعاشات التقاعدية، والقيادة، ونمط الحياة، والعقارات، والتعليم، والرعاية الصحية، والاستشارات، والأغذية، والمشروبات، وغيرها.

## وصلات خارجية
- الموقع الرسمي للشركة.
- الصفحة الرسمية للشركة على موقع تويتر.